# Enzmilner Kulturwanderweg

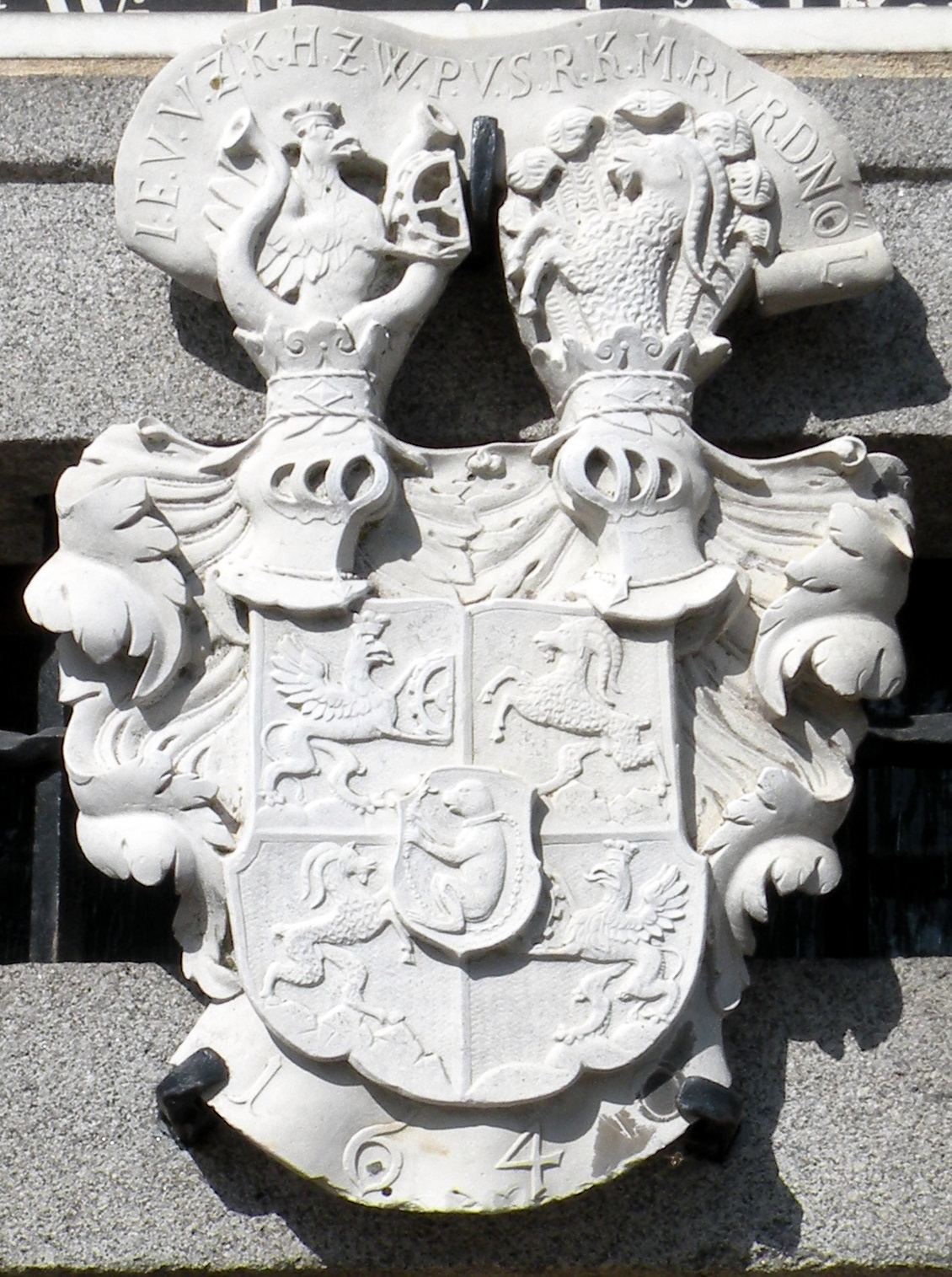
Wappen des Freiherrn Joachim Enzmilner „Graf von Windhag“

Der Enzmilner Kulturwanderweg, auch Kulturparcours Joachim Enzmilner genannt, ist ein gemeindeübergreifender Wanderweg, der durch die Gemeinden Windhaag bei Perg und Münzbach führt und sich im Rahmen von fünfzig Stationen der regionalen Geschichte und insbesondere der Geschichte des Gegenreformators Joachim Enzmilner und seiner Tochter Magdalena widmet.

## Wegbeschreibung
Die Hauptstrecke des Enzmilner Kulturwanderweges ist etwa 12,8 Kilometer lang und führt ausgehend von der Pfarrkirche Windhaag zur Burgruine Windhaag, über den Siebenkirchenblick zur Pfarrkirche Münzbach und wieder zurück über die Filialkirche Altenburg nach Windhaag. Es sind auch kürzere Teilabschnitte des Weges mit den Bezeichnungen Panoramablick (2,4 Kilometer), Hausbergbach (6,1 Kilometer) und Schwertmühle (7,3 Kilometer) ausgeschildert.

## Sehenswürdigkeiten

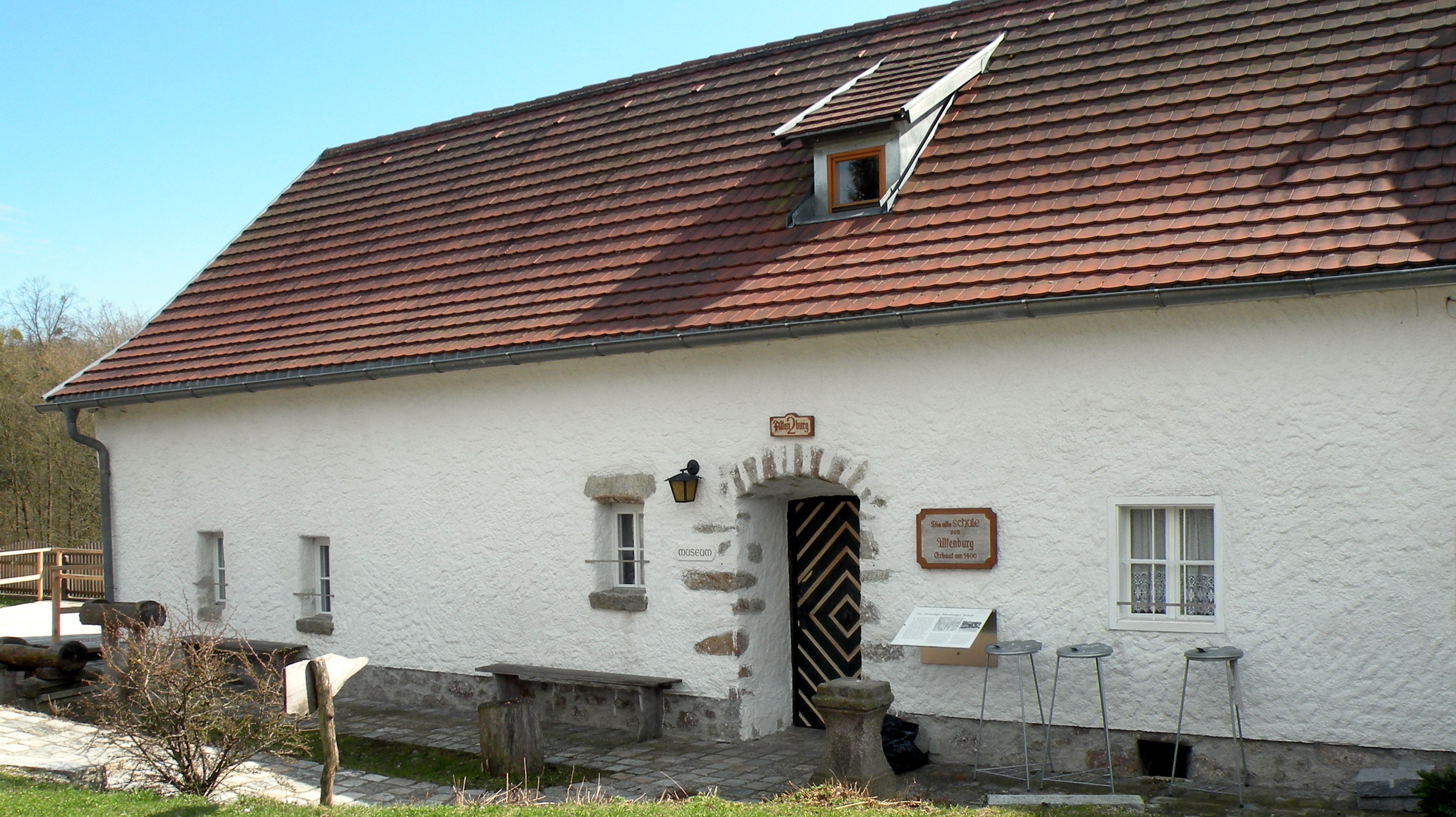
Museum „Der Graf von Windhaag“ in der alten Schule von Altenburg

- Ortszentrum und Pfarrkirche Windhaag, ehemaliges Dominikanerinnenkloster
- Burgruine Windhaag
- Filialkirche Altenburg mit original erhaltenen Fresken in der Gruft der Familie Prager aus dem 16. Jahrhundert. Sehenswert sind auch das Gebeinhaus (Karner), das Orgelpositiv und eine der ältesten Glocken Oberösterreichs.
- Museum und alte Schule Altenburg
- Ortszentrum und Pfarrkirche Münzbach, ehemaliges Dominikanerkloster, Barbarspital, Waffenkammer und Heimatstube

## Auszeichnungen und Förderungen
Der Enzmilner Kulturwanderweg ist ein 2007 gestartetes Projekt in der Region Strudengau unter dem Motto „Der Graf von Windhaag“ und wurde mit Mitteln des Landes Oberösterreich und der EU gefördert. Eingebunden wurde auch das bereits zuvor eingerichtete Museum in der alten Schule von Altenburg, das im November 2006 als Museum des Monats im Rahmen des Museumsverbundes Oberösterreich ausgezeichnet wurde. Der Wanderweg erhielt 2010 das österreichische Wandergütesiegel.

## Stationen
Die knapp fünfzig beschilderten und kurz beschriebenen Stationen entlang des Enzmilner Kulturwanderweges geben ein Bild der historischen Verhältnisse im 16. und 17. Jahrhundert wider:
- 1 Pfarrhof Windhaag
- 2 Portiunkulakirche Windhaag
- 3 Pfarrkirche Windhaag (= ehemalige Klosterkirche)
- 4 Gasthaus Aistleitner
- 5 Ehemaliges Dominikanerinnenkloster Windhaag
- 6 Klostermauer und Torbogen
- 7 Ehemaliger Priorinnentrakt des Klosters Windhaag, dazugehörig:
  - 7a Meierhof
  - 7b Panoramablick
  - 7c Vogeltenne am Hausberg
  - 7d Hubertuskapelle am Hausberg
  - 7e Hausberg
  - 7f Burgstall Alt-Windhaag
  - 7g Friedrichsruh
- 8 Hofschmiede
- 9 Pfisterei oder Klosterbäckerei
- 10 Burgkapelle Hl. Petrus
- 11 Ehemalige Burgbrauerei
- 12 Burg und Herrschaft Windhaag (Burgruine Windhaag)
- 13 Schlossteich – Pferdeschwemme
- 14 Alter Weg nach Münzbach
- 15 Hl. Eustachius
- 16 Herrschaftshaus Obergrabner
- 17 Herrschaftshaus Untergrabner
- 18 Bauernhaus Floh (Flachwegerer)
- 19 Bauernhaus Unter Steinböck
- 20 Marterl
- 21 Modlerbach (Schwertmüllerbach), dazugehörig:
  - 21a Gstettenbauer (Kleingrell)
  - 21b Grellengut
  - 21c Schwertmühle
  - 21d Freindorf
  - 21e Marterl (Pestsäule)
- 22 Pfarrwiesen (Zöchwiesen)
- 23 Schwertmüllerbach
- 24 Bauerngut Auger
- 25 Bauernhof Tremetsbichler
- 26 Rammelbauer und Rammelhofstatt
- 27 Gattersäule – Lochstein
- 28 Marterl an der Münzbacher Landesstraße
- 29 Pestsäule beim Haus Taferlweg Nr. 33 (Stockinger)
- 30 Pfarrteich
- 31 Markt Münzbach
- 32 Pfarrkirche Münzbach
- 33 Ehemaliges Dominikanerkloster Münzbach
- 34 Pfarrhof Münzbach und Bildstock
- 35 Freihaus im Markt Münzbach
- 36 Barbaraspital
- 37 Ehemaliger Meierhof bei Münzbach
- 38 Hochgericht
- 39 Bauerngut Sinner
- 40 Bauerngut Schön
- 41 Hintermühle
- 42 Filialkirche Altenburg
- 43 Alte Schule – Museum
- 44 Kalvarienbergkapelle und Burgstall Altenburg
- 45 Alter Pfarrhof Altenburg
- 46 Hausbergbach
- 47 Bauernhaus Schallhasleitner
- 48 Vogeltenne
- 49 Bauernhaus Plank